# Коздикара
Коздикара (каз. Көздіқара, до 199? г. - Чапаево) — село в Сырымском районе Западно-Казахстанской области Казахстана. Входит в состав Саройского сельского округа. Код КАТО — 275855300.

## Население
В 1999 году население села составляло 513 человек (247 мужчин и 266 женщин). По данным переписи 2009 года, в селе проживали 333 человека (173 мужчины и 160 женщин).